# Provinciaal Utrechts Genootschap van Kunsten en Wetenschappen
Het Provinciaal Utrechts Genootschap van Kunsten en Wetenschappen (PUG) is opgericht in 1773 en is een van de oudste nog actieve genootschappen uit de tijd van de Verlichting in Nederland. Het PUG zet zich in voor behoud van erfgoed, moderne kunst, publicaties over de provincie Utrecht en beeldbepalende evenementen. Tot de leden behoorden Laurens Praalder, de predikant Allard Hulshoff, Rijk van Rees, Buys Ballot, Franciscus Donders, Willem Hendrik de Beaufort, Catharina van Rennes, Ina Boudier-Bakker, Ina Isings, Johanna Goekoop-de Jongh, Dick Bruna en Nicolaas Beets.

## Oprichting
Het PUG is vanaf het begin nauw betrokken bij wetenschappelijke ontwikkelingen. Het stimuleren van de "Konsten en Wetenschappen" was vanaf de oprichting het doel van het Genootschap. Onder 'Konsten' verstond men de kunst van het beoefenen van wis- en natuurkunde met het oog op praktische toepassingen. Later werd ook het bevorderen van de 'Schone Kunsten' als doel van het genootschap gezien.

## Archeologie
In de negentiende eeuw verrichtte het PUG opgravingen bij Fort Vechten. De vondsten werden later overgedragen aan het Centraal Museum, de zogenaamde 'PUG-collectie'.

## Doelstelling
Tegenwoordig is de doelstelling:
Het bewerkstelligen, initiëren en steunen van ondernemingen, onderzoekingen en uitgave van geschriften in het belang van wetenschap of kunst.

## Organisatie
Het PUG bestaat uit leden die worden voorgedragen en heeft een bestuur dat College van Directeuren heet.

## Activiteiten
Het PUG geeft jaarlijks een prijs. Verder sponsort het genootschap onder meer de uitgave van boeken, restauraties en kunstwerken.

## Winnaars PUG-prijs
Sinds 2021 wordt de prijs niet meer jaarlijks toegekend aan een wetenschapper of kunstenaar apart, maar drie-jaarlijks aan projecten op het kruispunt van Kunsten en Wetenschappen. 
- 2023  Isabel Ferrand en Remco Veltkamp
- 2020  Dr. Frances Bach (Geneeskunde en Diergeneeskunde)
- 2019  Devin Vartija (Geesteswetenschappen)
- 2018  Lydia Dalhuisen (Criminologie)
- 2017  Guusje America (Beeldende kunst - Film)
- 2016  Dr. F. Rabouw (Fysische chemie)
- 2015  Dr. G.J. Bok (Diergeneeskunde)
- 2014  Dr. C. Rasterhoff (Kunstgeschiedenis)
- 2013  Dr. L.G.M.Th. Keysers (Pedagogie)
- 2012  Orestis Goumenos (Compositie), Mr Beam collectief (Beeldende kunst - Video-animatie)
- 2011  Dr. B. Janssen (Fysische chemie)
- 2010  Dr. M.P. van den Heuvel (Medische wetenschappen)
- 2009  Dr. R. Claassen (Economie)
- 2008  Dr. M. ter Wolbeek (Op het snijvlak van Neurologie-Immunologie-Epidemiologie-Psychologie)
- 2007  Sebastiaan Verhees (Beeldende kunst)
- 2006  Dr. D. Aarts (Fysische chemie)
- 2005  Dr. Y. Rodríguez Pérez (Geschiedenis)
- 2004  Dr. J.C. Huntjens (Psychologie)
- 2003  Alexander Kraaij (Compositie)
- 2002  Dr. Liesbeth van Pieterson (Betawetenschappen)
- 2001  Dr. J. Vijselaar (Geschiedenis van de Psychiatrie)